# لاوال
لاوال (به فرانسوی: Laval) شهری در ایالت پیی دو لا لوآر فرانسه است. این شهر در شمال غربی این ایالت واقع شده‌است و همچنین رود مین نیز از این شهر عبور می‌کند.